# 陳玄藻
陳玄藻（16世紀—17世紀），字爾鑑，福建興化府莆田縣人，明朝、南明政治人物。

## 生平
陳玄藻是萬曆三十八年（1610年）的進士，獲授行人，轉任禮部祠祭主事。天啟元年四月壬申（1621年5月21日）發生日蝕，陳玄藻藉機上疏「陽掩於隂，受宮刑的人，豈能干預國事？」魏忠賢憤恨不已，欲置之死地，幸得葉向高所救。出爲江西按察司副使，在寧遠危急時檄書南糧接濟，陞任廣東雷瓊廉參議，轉參政、貴州布政使，因為父親年老請求退休。
隆武帝即位，擢任陳玄藻為禮部右侍郎，調官工部左侍郎；福京失陷，他在梅峰隱居，至九十四歲才去世，子陳憲綰則在興化失陷時被殺。

## 引用
1. 1 2  錢海岳《南明史·卷四十三·列傳第十九》：陳玄藻，字爾鑑，莆田人。萬曆三十八年進士。授行人，遷祠祭主事。會日蝕，疏言陽掩於陰，刑餘之人不可使預國事。忠賢見之恚甚，欲置之死，葉向高力救得免。
2. ↑  錢海岳《南明史·卷四十三·列傳第十九》：歷江西副使。寧遠急，檄督南糧以濟，陞雷、瓊、廉參議，轉參政、貴州布政使，以父老乞休。紹宗即位，擢禮部右侍郎，調工部左。福京亡後，隱梅峰卒，年九十四。子憲綰，字伯樞。歲貢生。興化陷，被執釘死。
3. ↑  《福建通志·卷四十三》：陳元藻，字爾鑑，莆田人。萬歷庚戌進士，授行人，陞禮部主事。會日食疏言：「陽掩於隂，刑餘之人，豈可使預國家事？」魏璫見之恚甚，欲置之死。首輔葉向高力救得免，出為江西參政，擢貴州布政使，以父老乞養歸。結茅於梅峰之，托詩畫以見意。著有《頤吟集》。年九十餘卒。